# Bernhard Lehmann
Bernhard Lehmann (Großräschen, 11 gennaio 1948) è un bobbista tedesco.

## Biografia
Ai XIII Giochi olimpici invernali(edizione disputatasi nel 1980 a Lake Placid, Stati Uniti d'America) vinse la medaglia d'oro nel Bob a quattro con i connazionali Meinhard Nehmer, Bogdan Musiol e Hans Jürgen Gerhardt, partecipando per la nazionale tedesca (Germania Est), superando quella svizzera e l'altra tedesca.
Il tempo totalizzato fu di 3:59,92 con un distacco di poco più di un secondo rispetto alle altre classificate 4:00,87 e 4:00,97 i loro tempi. Ai XIV Giochi olimpici invernali vinse due medaglie d'argento, nel bob a quattro e nel bob a due.
Inoltre ai campionati mondiali vinse alcune medaglie:
- nel 1982, argento nel bob a quattro con Roland Wetzig, Bogdan Musiol e Eberhard Weise.[3]
- nel 1985, oro nel bob a quattro con Matthias Trübner, Ingo Voge e Steffen Grummt.